# Místo zločinu
Místo zločinu (v originále Le Lieu du crime) je francouzský hraný film z roku 1986, který režíroval André Téchiné. Snímek měl světovou premiéru na filmovém festivalu v Cannes dne 15. května 1986.

## Děj
V malé vesnici na jihozápadě Francie, nedaleko Garonny, žije třináctiletý Thomas se svou matkou Lili, babičkou a dědečkem. Hrozí mu vyloučení ze školy, ale jeho matka opět oroduje u otce Sorbiera, ředitele školy. Lili se nestýká s otcem svého dítěte Mauricem, kterého nenávidí. Maurice svou ženu ale stále miluje.
Jednoho dne Thomas narazí v odlehlé chatě na Martina, mladého muže, který uprchl z vězení, a ten mu vyhrožuje, ať mu přinese nějaké peníze. Když se Thomas vrátí, narazí na Luca, který uprchl s Martinem. Chce ho uškrtit, aby je neprozradil, ale Martin ho zabije, aby zachránil Thomase. Donutí ho přísahat, že o tom, co viděl, bude mlčet. Traumatizovaný chlapec se snaží svěřit své hrozné tajemství, ale nikdo mu nevěří. Martin přijde do vesnice a jde do kavárny, kterou provozuje Lili. Ta se do něj okamžitě zamiluje a pomůže mu najít místo k přespání. K Martinovi se přidá jeho komplice Alice. Pomůže Martinovi skrýt mrtvolu na hřbitově, čehož je Lili shodou okolností svědkem. Zpráva o útěku dvou vězňů se objeví na titulní straně místních novin, V předvečer slavnostního přijímání se Thomas ze všeho vyzpovídá otci Sorbierovi. Martin opustí Alici kvůli Lili, která se rozhodne vše opustit a odejít s ním. Alice ale zastřelí ze žárlivosti Martina před domem Lili.

## Obsazení
| Catherine Deneuve    | Aurélie "Lili" Ravenel, Thomasova matka |
| Victor Lanoux        | Maurice Ravenel, Thomasův otec          |
| Nicolas Giraudi      | Thomas Ravenel                          |
| Danielle Darrieuxová | matka Lili                              |
| Jean Bousquet        | otec Lili                               |
| Wadeck Stanczak      | Martin, uprchlík                        |
| Jean-Claude Adelin   | Luc, uprchlík                           |
| Claire Nebout        | Alice, jejich komplice                  |
| Jacques Nolot        | Sorbier, ředitel školy                  |

## Ocenění
- César: nominace v kategorii nejlepší herečka ve vedlejší roli (Danielle Darrieux)